# Bidi Hunga
Bidi Hunga is een bestuurslaag in het regentschap Oost-Soemba van de provincie Oost-Nusa Tenggara, Indonesië. Bidi Hunga telt 516 inwoners (volkstelling 2010).